# Ольховка (Волынская область)
Ольхо́вка (укр. Вільхівка) — село в Гороховской городской общине Луцкого района Волынской области Украины.
До 2020 года входило в Гороховский район.
Код КОАТУУ — 0720885001. Население по состоянию на 01.11.2023 года составляло 607 человек. Население по переписи 2001 года составляет 711 человек. Почтовый индекс — 45723. Телефонный код — 3379. Занимает площадь 7,53 км².